# Upper Sundon
Upper Sundon är en ort i Storbritannien.   Den ligger i kommunen Central Bedfordshire i riksdelen England, i den södra delen av landet, 50 km nordväst om huvudstaden London. Upper Sundon ligger 160 meter över havet och antalet invånare är 240.
Terrängen runt Upper Sundon är huvudsakligen platt. Upper Sundon ligger uppe på en höjd.Runt Upper Sundon är det mycket tätbefolkat, med 1 361 invånare per kvadratkilometer. Närmaste större samhälle är Luton, 7,9 km sydost om Upper Sundon. Trakten runt Upper Sundon består till största delen av jordbruksmark.